# Pfalz D XIV
Die Pfalz D XIV war ein deutsches Jagdflugzeug des Ersten Weltkrieges.

## Entwicklung
Die Pfalz D XIV wurde Anfang 1918 von Rudolf Geringer als Parallelentwurf zur D XII entworfen. Im März des Jahres gab die Idflieg etwas voreilig bekannt, dass das Muster neben der D. XII in die Serienproduktion überführt werden sollte, obwohl zu diesem Zeitpunkt ein Exemplar weder existierte noch geflogen war. Als Antrieb sollte der neu entwickelte und überkomprimierte Benz Bz IVü mit 200 PS Verwendung finden. Weil er im Gegensatz zum in der D XII verwendeten Mercedes D IIIa über 100 kg mehr wog, musste die Spannweite der Tragflächen oben auf 10 m und unten auf über 9 m vergrößert werden. Rumpf, Flügelrippen und Höhenleitwerk entsprachen denen der D XII, auch die Flügeltiefen stimmten mit 1,40 m überein. Im April 1918, die Werkszeichnungen waren gerade vollendet worden, erging an die Pfalzer Flugzeugwerke ein Auftrag über die Herstellung von 200 Flugzeugen.
Der Prototyp mit der Werknummer 2800/18 war im Mai fertiggestellt und sollte am 15. des Monats die in Adlershof angesetzte Typenprüfung durchlaufen, aber wie auch bei der Erprobung der D XII traten beim Betrieb des neuartigen Stirnkühlers Komplikationen in Form von Überhitzungen auf. So nahmen beide Typen am vom 27. Mai bis zum 21. Juni 1918 stattfindenden zweiten D-Flugzeug-Wettbewerb in Adlershof ohne Abnahme teil. Diese wurde nach dem Treffen im Juli 1918 nachgeholt. Auch die erste Serien-D-XIV wurde ohne Typenprüfung, die für den 20. Mai vorgesehen war, zu dem Vergleich geschickt. Neben der V 24 von Fokker war die D XIV dort das einzige Muster, das einen Benz IVü erhalten hatte. Die beiden Konkurrenten wurden zwischen dem 27. Mai und 13. Juni bei vier Vergleichsflügen miteinander verglichen. Die Leistungen waren dabei annähernd gleich, wobei die D XIV aufgrund ihrer höheren Masse eine geringfügig schlechtere Steigleistung als die V 24 erzielte. Sie waren aber im Vergleich zur mit einem herkömmlichen und bewährten D-IIIa-Triebwerk ausgerüsteten D XII zu gering, als dass die Idflieg eine größere Serienproduktion in Erwägung zog. Hinzu kamen die erwähnten Probleme mit der Kühlung. So zog die Idflieg im Juni 1918 den schon erteilten Auftrag über 200 Flugzeuge zurück und reduzierte ihn, da Pfalz schon mit der Teileproduktion begonnen hatte, auf eine „Erprobungsserie“ von 50 Stück mit dem Nummernblock 2800–2849/18. Die meisten dieser Flugzeuge dürften bis Kriegsende noch gebaut worden sein, erhielten aber wahrscheinlich zum Großteil keine Motoren und gelangten nicht mehr zum Einsatz.

## Technische Daten
| Kenngröße                       | Daten                                                                                         |
| ------------------------------- | --------------------------------------------------------------------------------------------- |
| Besatzung                       | 1                                                                                             |
| Spannweite                      | 10,00 m (oben), 9,15 m (unten)                                                                |
| Länge                           | 6,32 m                                                                                        |
| Höhe                            | 2,70 m                                                                                        |
| Flügelfläche                    | 25,43 m²                                                                                      |
| Startmasse                      | 1032 kg                                                                                       |
| Antrieb                         | ein wassergekühlter Sechszylinder-Viertakt-Reihenmotor mit starrer Zweiblatt-Holzluftschraube |
| Typ                             | Benz Bz IVü                                                                                   |
| Nennleistung effektive Leistung | 200 PS (147 kW) bei 1400/min 230 PS (169 kW) am Boden                                         |
| Höchstgeschwindigkeit           | 190 km/h                                                                                      |
| Steigzeit                       | 24,2 min auf 5000 m Höhe                                                                      |